# John Greaves

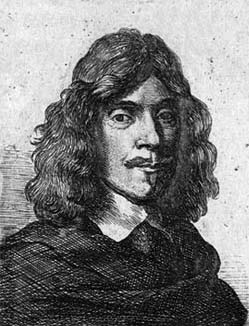
John Greaves

John Greaves (* 1602 in Alresford, Hampshire; † 8. Oktober 1652 in London) war ein britischer Mathematiker und Altertumsforscher.

## Leben
Greaves war der älteste Sohn von John Greaves, dem Rektor von Colemore. Seine Ausbildung erhielt er zwischen 1617 und 1621 auf dem Balliol College in Oxford. 1630 wurde er Professor der Geometrie am Gresham College in London. Nachdem er Europa bereist hatte, ging er 1637 in den Nahen Osten, wo er arabische, persische und griechische Manuskripte sammelte und die Pyramiden in Ägypten genauer vermaß als jeder vor ihm.
Nach seiner Rückkehr nach Europa bereiste er erneut viele Gegenden in Italien und forschte zu alten Maßen und Gewichten, womit er als früher Forscher der Metrologie gelten kann. 1643 bekam er den 1619 gegründeten und nach Henry Savile benannten „Savilian Chair“ für Astronomie in Oxford. Bald wurde er aber seiner Professur am Gresham College in London enthoben, da er seinen Pflichten nicht nachgekommen war. 1645 schlug er eine Kalenderreform vor, die allerdings nicht durchgeführt wurde. 1648 verlor er sowohl seine Mitgliedschaft an der Universität Oxford als auch seine Lehrkanzel, wahrscheinlich deshalb, weil er unter Oliver Cromwell der royalistischen Fraktion angehörte. Offiziell wurde ihm verschwenderischer Umgang mit den Geldern seiner Universität vorgeworfen. Greaves zog sich nach London zurück. Sein Vermögen erlaubte es ihm, zu heiraten und die letzten Jahre seines Lebens in Wohlstand zu verbringen. Er konnte sich vermehrt mit Veröffentlichungen sowie der Herausgabe von Büchern und Manuskripten beschäftigen.

## Schriften (Auswahl)
Neben vielen Veröffentlichungen in den Philosophical Transactions veröffentlichte Greaves:
- Pyramidographia: Or a description of the pyramids in Ægypt. London 1646 (Digitalisat).
- A discourse of the Romane foot, and denarius: From whence, as from two principles, the measures, and weights, used by the ancients, may be deduced. London 1647 (Digitalisat).
- Elementa linguae Persicae, Item anonymus Persa de siglis Arabum & Persarum astronomicis. London 1649 (Digitalisat).
- Epochae celebriores, astronomis, historicis, chronologis, Chataiorvm, Syro-Graecorvm, Arabum, Persarum, Chorasmiorum, usitatae: Ex traditione Ulug Beigi, Indiae citra extráque Gangem principis. London 1650 (Digitalisat).
- Chorasmiae, et Mawaralnahrae, hoc est, regionum extra fluvium Oxum descriptio, ex tabulis Abulfedae Ismaelis, principis Hamah. London 1650 (Digitalisat).
- Astronomica quaedam ex traditione Shah Cholgii Persae: Una cum hypothesibus planetarum. London 1652 (Digitalisat).
- Binae tabulae geographicae, una Nassir Eddini Persae, altera Vlug Beigi Tatari. London 1652 (Digitalisat).

postum
- Samuel Foster (Hrsg.): Lemmata Archimedis, apud Graecos & Latinos jam pridem desiderata, e vetusto codice m. s. Arabico à Johanne Gravio traducta. London 1659 (Digitalisat).
- Thomas Birch (Hrsg.): Miscellaneous works of Mr. John Greaves, professor of astronomy in the University of Oxford: Many of which are now first published. 2 Bände, London 1737 (Digitalisat Band 1, Digitalisat Band 2).